# Der letzte Ringträger
Der letzte Ringträger (russisch: Последний кольценосец) ist ein 1999 erschienenes Fantasy-Buch des russischen Schriftstellers, Paläontologen und Biologen Kirill Jeskow. Während es in Osteuropa und Südeuropa zum Teil übersetzt und publiziert wurde, ist die von Yisroel Markow angefertigte Übertragung ins Englische aus Sorge vor Urheberrechtsklagen durch das Tolkien Estate nicht erschienen. 2024 erschien eine deutsche Übersetzung durch Max Schatz beim Radiator Verlag, die alle Eigennamen aus dem Tolkien-Universum entfernt und eine eigenständige Publikation mit Anspielungen auf das Tolkien-Universum darstellt.
Es handelt sich um eine literarische Parodie der Ereignisse von J. R. R. Tolkiens Der Herr der Ringe. Der Erzähler behauptet im Epilog, die offizielle Geschichte der Ereignisse in Mittelerde sei eine Geschichte der Sieger gewesen, die wesentliche Tatsachen verdreht. Seine Erzählung will er als Korrektur der herrschenden Geschichtsschreibung verstanden wissen, die die eigentlichen Protagonisten präsentiert und den Ringkrieg nicht als wesentliches Geschehen ansieht, sondern als Widerstreit einer Vielzahl verschiedener Akteure mit eigenen Agenden. Es folgt dem seit den 90er Jahren innerhalb der Fantastik beobachtbaren Trend, die Opposition Gut/Böse (High Fantasy) zugunsten moralischer Ambivalenz aufzulösen, wie etwa George R. R. Martins Reihe The Song of Ice and Fire. Die ausführliche Beschreibung kultureller und geographischer Eigenheiten entlegener Völker nimmt Anleihen bei Frank Herberts Dune-Reihe. Die Revision einer bestehenden Fiktion durch eine weitere Fiktion trägt das Buch in die Tradition der Alternativweltgeschichten ein. Größere Teile der Geschichte sind gleichwohl der Spannungsliteratur zuzuordnen, mit Versatzstücken aus Spionage-Thrillern. Darüber hinaus enthält die Geschichte zahlreiche Anachronismen und unmögliche technologische Gleichzeitigkeiten.
Das Buch kann als Kritik an vereinfachender, tendenziöser Geschichtsschreibung, Totalitarismus, Exzeptionalismus, Tolkiens antimoderner, technikkritischer Umweltvision und seiner Herabsetzung phänotypisch nichteuropäischer Völker verstanden werden. So handelt es sich bei den Völkern aus dem Osten nicht um Orks und Trolle, sondern um menschliche Völker einer entwickelten Kultur, die von der Geschichtsschreibung degradiert wurde, um deren Beseitigung zu legitimieren. Bei den Völkern des Südens handelt es sich um Völker, über die wenig Wissen und viel Spekulation herrscht. Damit reiht es sich in die seit dem Erscheinen des Herrn der Ringe anhaltende Kritik an dessen Politik ein. Die Kritikerin Catherine R. Stimpson warf Tolkien etwa vor, dieser sei ein "unverbesserlicher Nationalist" gewesen, der Herr der Ringe "zelebriert die ländliche Idylle der englischen Bourgeoisie. Seine Figuren, ruhig und wohlgenährt, leben am besten in ruhiger, spießbürgerlicher, provinzieller ländlicher Gemütlichkeit" (Rezeption des Herrn der Ringe).

## Inhalt
Die Geschichte beginnt mit einer Rekapitulation des letzten Stunden des großen Kriegs der Nabel-Lande (Mittelerde). Der sagenumwobene Ring selbst ist ein luxuriöses Schmuckstück, aber ohne wirkliche Macht. Er wurde von den Nixghul (Nazgûl) hergestellt, einer Gruppe alter Wissenschaftler und Philosophen, die Moorheim (Mordor) industrialisieren wollen. Die Reise der Ringträger soll Gummbrecht (Gandalf) und die unsterblichen Elfen (Elben) ablenken, um Zeit zu gewinnen, damit sich Moorheim unter Terrethron (Sauron) zur Verteidigung gegen Felsenheim (Gondor) wappnen kann. Der Helle Rat (eine Gruppe mächtiger Zauberer um Gummbrecht) ist besorgt, die technologisch fortschrittliche Zivilisation Moorheims könnte zur Bedrohung der alten, naturharmonischen Ordnung der Elfen und Zauberer werden. Gummbrecht schmiedet gemeinsam mit den Elfen einen Plan zur Vernichtung von Moorheim und nutzt dafür Felsenheim als Spielball. Sulmanir (Saruman) widersetzt sich diesem Plan und verlässt den Hellen Rat. Aridred (Aragorn) ist eine Marionette der Elfen. Er versucht, den Thron von Felsenheim an sich zu reißen, indem er Baramont (Boromir) ermordet, Dusibart (Denethor), den Vater Baramonts, beseitigt und behauptet, der legitime Nachfolger einer obskuren Ahnenreihe von felsenheimischen Königen zu sein. Arthiel (Arwen), die 3.000 Jahre älter ist, verachtet Aridred, nutzt aber ihre Ehe, um die elfische Herrschaft über Felsenheim zu festigen. Aridred stellt sich jedoch als Herrscher mit eigener Agenda heraus. Feramont (Faramir) wurde in der finalen Schlacht von einem vergifteten Pfeil getroffen und wird im Lazarett von Aridred aufgesucht, der ihm Vasallentreue für das Gegenmittel abpresst. Anschließend wird er nach Mondenhain (Ithilien) verbannt, wo er zusammen mit Ottilie (Éowyn), der Nichte Deoderichs (Theoden), der im Krieg gefallene König der Rügenlande (Rohan), zwar offiziell über die Provinz herrscht, in Wahrheit aber in Gefangenschaft ist. Halblinge (Hobbits) werden vom Erzähler nur nebenbei als Bewohner der Beerenlande (Auenland) erwähnt, spielen für die Ereignisse aber keine Rolle.
Der Sieg in der finalen Schlacht zwischen Felsenheim/Rügenlande und Moorheim gelingt Erstgenannten nur, weil der Anführer der Rügenländer Emmerich (Eomer), der Neffe von König Deoderich, die kampfmüden Truppen mit dem Versprechen auf ewiges Leben in den Heldentod lockt, und Aridred mit einer Gruppe offenbar untoter Krieger das Schlachtfeld betritt sowie die Regeln des höfischen Zweikampfs im Duell mit dem Anführer der Moorheimer missachtet. Die Elfen erscheinen zu spät auf dem Schlachtfeld, offenbar, weil sie als unsterbliche Wesen ihr Leben höher wertschätzen als das der sterblichen Menschen. Die Siegertruppen dringen in Moorheim ein und richten ein Blutbad an.
Der Mediziner Haladdin und der Feldwebel Tzerlag sind zwei Soldaten der Orozenen (Orks), eine rassistische Bezeichnung für die Menschen Moorheims. Sie werden zu Protagonisten des Nachspiels der bisherigen Ereignisse. Auf der Flucht vom Schlachtfeld retten sie Tangorn, einen felsenheimischen Adligen, der in der Wüste verscharrt worden war, weil er versucht hatte, eines der Massaker durch einen Söldnertrupp unter elfischer Leitung zu verhindern. Sie machen die Söldner ausfindig und töten den elfischen Anführer Eloar, der sich später als Sohn einer hohen Würdenträgerin des elfischen Königreichs Blühland (Lórien) herausstellt, der Clofoel (herrschende Beamte von Blühland) Eornis.
Die letzte der Nixghul, Sharya-Rana, besucht Haladdin und erklärt ihm, dass die physische Welt, Raura (Arda), mit der magischen Welt, aus der die Elfen stammen, durch die Macht von Hildithrins (Galadriel) Spiegel in Blühland und den Puritril (Palantír) verbunden ist. Haladdin erhält die Aufgabe, den Spiegel zu zerstören, um die Welten zu trennen und die Menschen wirklich frei zu machen. Haladdin wurde auserwählt, weil er ein seltenes Individuum ist, das absolut keine Magie besitzt und darum nicht von diesen mächtigen magischen Gegenständen auf der Stelle getötet wird. Der Nixghul kann zwar nicht vorhersehen, wie die Aufgabe erfüllt werden soll, aber er kann Haladdin nützliche Informationen geben, darunter auch den aktuellen Standort eines der Puritril. Es wird ein ausgeklügelter Plan ausgearbeitet, der die Fälschung eines Briefes von Eloar durch einen moorheimischen Handschriftenexperten vorsieht. Haladdin, Tzerlag und Tangorn gelingt es mithilfe weiterer Mitstreiter in einer Nacht-und-Nebel-Aktion, in Mondenhain einzudringen, die Bewacher von Feramont und Ottilie zu überwältigen, und Tangorns alten Freund Feramont als Mitstreiter zu gewinnen.
Tangorn arrangiert ein Treffen mit den Elfen in Pressland (Umbar). Gleichzeitig muss er den Bemühungen Felsenheim entgehen, ihn zu eliminieren. Die Elfen haben im Vorfeld des Krieges die Jugend von Pressland korrumpiert, indem sie eine pro-elfische, esoterische Mystik im New-Age-Stil verbreitet haben. Tangorn muss sich gegen eine Vielzahl von Widersachern erwehren, denn sowohl die Elfen, als auch der felsenheimische Geheimdienst unter Anleitung von Aridred als auch der pressländische Geheimdienst, der sich aus den kriegerischen Vorgängen im Norden heraushalten will, aber gleichzeitig von jenen pro-elfischen jungen Beamten durchsetzt ist, operieren in einem Katz-und-Maus-Spiel. Schließlich schafft es Tangorn, den Brief an Eloars Bruder Elandar zu übermitteln, der den Brief an deren Mutter Eornis weiterleitet. Bevor er mit seiner Geliebten Elwiss aus Pressland fliehen kann, wird er wegen einer Unachtsamkeit ermordet. Eornis agiert in der Folge im Glauben, ihr Sohn Eloar sei nicht getötet worden, sondern gefangen genommen.
Ein Puritril wird von Kumai, der einer Gruppe moorheimischer Forscher angehört, die ohne ihr Wissen für Aridred flugbasierte Waffen entwickeln, in Blühland abgeworfen. Infolge eines innerelfischen Ränkespiels ergibt sich für die erpresste Eornis, die sich gleichzeitig souverän wähnt, die Möglichkeit, den Puritril in die Nähe des Spiegels zu bringen, um sie mit ihrem verlorenen Sohn Eloar zu kommunizieren. In der Zwischenzeit hat Haladdin einen weiteren Puritril nach Grauseberg (Dol Guldur) gebracht. Gummbrecht durchschaut seinen Plan und spricht aus Sorge, dass die Magie aus Nabel-Lande verbannt werden könnte, einen Zauber auf den Puritril, der seinen Benutzer in Stein verwandelt. Sulmanir kehrt zurück und übernimmt den Hellen Rat vom überforderten Gummbrecht. Obwohl Sulmanir gegen Gummbrechts Methoden ist, glaubt er, dass Sharya-Ranas Hypothese über die Beziehung zwischen der magischen und der physischen Welt falsch ist, und versucht, mit Haladdin zu reden. Tzerlag berührt jedoch versehentlich den Puritril und beginnt, sich in Stein zu verwandeln, weil er nicht wie Haladdin immun gegen Magie ist. Haladdin beschließt, den Puritril in den Verderbnisgrund (Orodruin) fallen zu lassen, da Sulmanir nicht in der Lage ist, Gummbrechts Zauber umzukehren. Dadurch überträgt sich das Ewige Feuer auf die anderen Puritril und den Spiegel und vernichtet sie und die Magie der Elben, die auch ihre Unsterblichkeit verlieren.
Haladdin geht ins selbst auferlegte Exil und Tzerlags Nachkommen überliefern die Geschichte mündlich, aber die offizielle Geschichtsschreibung verzeichnet Aridreds Version der Ereignisse. Die Geschichte von Tangorn und Elwiss wird Gegenstand zahlreicher Romanzen und Verfilmungen. Von der felsenheimischen Aristokratie verachtet, findet Aragorn Gefallen beim Volk, da seine Politik zu einem „Wirtschaftswunder“ führt. Nach seinem kinderlosen Tod fällt der Thron an den rechtmäßigen König Feramont zurück. Die Elfen beenden ihre Besetzung von Moorheim und verlassen Nabel-Lande, das ins Industriezeitalter eintritt.

## Publikationsgeschichte
Das Buch wurde zunächst 1999 vom Verlag ACT in Moskau publiziert. Ein russischer Nachdruck erfolgte durch den Verlag Folio 2002. 2015 wurde das Buch über den Print-on-Demand-Anbieter CreateSpace verfügbargemacht. Eine kostenfreie Version des von Yisroel Markow ins Englische übertragenen Texts, die von Jeskow freigegeben wurde, kann online heruntergeladen werden. 1999 erschien der Roman im Polnischen bei Red Horse. 2003 erschien der Roman im Tschechischen bei Fantom Print. Es folgte 2008 eine Übersetzung ins Portugiesische, erschienen bei Saída de Emergência, 2011 ins Spanische, bei debolsillo. 2018 publizierte 500nuancesdegeek eine französische Übersetzung. 2024 erschien die deutsche Übersetzung von Max Schatz beim Radiator Verlag.

## Rezeption
Die amerikanische Journalistin Laura Miller lobte Der letzte Ringträger im amerikanischen Magazin Salon als „ein gut geschriebenes, energiegeladenes Abenteuerspielzeug, das eine faszinierende Glosse auf das bietet, was einige Kritiker als die allzu simple Moral von Tolkiens Meisterwerk beschrieben haben“. In Bezug auf die englische Übertragung von Markow stellt sie fest, dass diese Übertragung ausgefeilter ist als frühere Übersetzungen einiger Abschnitte des Buches. Ihrer Meinung nach gibt es „immer noch einige Ecken und Kanten“, wie etwa die „klassische russische Angewohnheit“, Abschnitte der politischen oder militärischen Geschichte in die Erzählung einzufügen. Miller merkt an, dass das Buch als Fan-Fiction bezeichnet wurde, und stellt fest, dass es nichts mit dem Teenager-Fantasy-Genre der „unwahrscheinlichen romantischen Paarungen“ von Figuren aus dem Kanon zu tun hat. Sie vergleicht es stattdessen mit Alice Randalls The Wind Done Gone, einer Nacherzählung von Vom Winde verweht, und stellt fest, dass Jeskows Buch das bessere ist.
Benedicte Page schrieb in The Guardian, dass das Buch den Fans in Russland sehr bekannt sei und auf der Idee beruhe, dass "Tolkiens eigener Text die romantische Legende der siegreichen Partei im Krieg der Ringe ist und dass eine genauere Untersuchung des Textes als historisches Dokument eine alternative Version der Geschichte offenbart".
Terri Schwartz schrieb für MTV, das Buche präsentierte einen kriegstreiberischen Gandalf, der nur darauf aus ist, „die wissenschaftliche und technologische Initiative von Mordor zu vernichten“, während ein vorausschauender Sauron ein „universelles Alphabetisierungsgesetz“ erlässt, als „sicherlich eine andere Sichtweise der Geschichte, um es vorsichtig auszudrücken“.
Die Anglistin Catherine Coker beschrieb den Roman als „transparenten Revisionismus“ und „russische Parodie“, die die Ideologien der Figuren so umgestaltet, „dass das Heldenepos zu einer Kritik des Totalitarismus wird“. Ihrer Ansicht nach wird die Geschichte durch den Wegfall von Tolkiens Idealismus radikal verändert und „ausdrücklich zu einem eigenständigen Werk“.
Der Kultur- und Literaturwissenschaftler Greg Clinton stellte fest, dass Jeskow Sauron und sein industrielles Reich Mordor als „nicht ‚böse‘, sondern … mit der Modernisierung der Produktion beschäftigt“ darstelle, und bemerkt, dass das Buch etwas sehe, was Tolkien seiner Meinung nach übersehen hat, nämlich dass die Zerstörung der Technologie zugunsten der Natur, wie es der Herr der Ringe vorschlägt, selbst „ein totalitärer Schritt“ wäre.
Der Kulturwissenschaftler David Ashford beschrieb den Roman als „großartige kontrafaktische Fantasie“ und als die „unterhaltsamste“ und bekannteste russische Nacherzählung, obwohl Tolkien in seiner direkten Aussage jede Verbindung zwischen Orks und Russland ablehnt: „Die Frage, ob die Orks Kommunisten 'sind', ist für mich genauso vernünftig wie die Frage, ob Kommunisten Orks sind.“ Der Tolkien-Forscher Robert Stuart kommentiert, dass Jeskows Buch „offensichtlich besonders effektiv ist, wenn es darum geht, die antimoderne Dimension von Tolkiens ideologischem Standpunkt zu kritisieren“.
Die britische Schriftstellerin Una McCormack schrieb, dass das Buch, ein Werk der Tolkien-Fanfiction eines männlichen Autors, mehr als genug Aufmerksamkeit erregt habe, während eine große Anzahl „hervorragender“ Fanfiction-Werke von Frauen übersehen werden.
Für die Frankfurter Allgemeine Zeitung schrieb Maximilian Mengeringhaus, es handle sich bei dem Buch um eine "wohldurchdachte High-Fantasy-Parodie, die mehr mit Terry Pratchetts verschmitzten Scheibenwelt-Geschichten gemein hat als mit dem kulturschismatischen Ansatz seines Stichwortgebers Tolkien". Auch sei dieses Genre-Crossover weder als "Rückblick auf die US-dominierten Neunziger, in denen es entstand, noch vor der Folie des derzeitigen russischen Kriegs gegen die Ukraine" zu verstehen, denn dafür plotte Jeskow "zu differenziert".